# ماتریس مقدماتی
در ریاضیات، اعمال سطری مقدماتی ۳ عمل ساده روی یک ماتریس است که در ادامه به آنها می‌پردازیم.
یک ماتریس مقدماتی مثل {\displaystyle E} ماتریسی است که ضرب چپ آن در یک ماتریس ({\displaystyle EA}) همان کاری را روی آن انجام دهد که یک عمل سطری مقدماتی انجام می‌دهد. می‌توان نتیجه گرفت که ضرب راست {\displaystyle AE} یک عمل ستونی مقدماتی مشابه روی {\displaystyle A} انجام می‌دهد. ماتریس مقدماتی با اعمال تنها یک عمل سطری مقدماتی روی ماتریس همانی به دست می‌آید.
اگر با اعمال چند عمل سطری مقدماتی بتوان از یک ماتریس {\displaystyle A} به ماتریس {\displaystyle B} رسید آن دو ماتریس را هم‌ارز سطری می‌نامیم و با نماد هم‌ارزی {\displaystyle A\sim B} نمایش می‌دهیم. اعمال سطری مقدماتی در حذف گاوسی و موارد مشابه کاربرد دارد.

## اعمال سطری مقدماتی

### مبادله
این عمل تمام درایه‌های دو سطر ماتریس را (نظیر به نظیر) با یکدیگر جابه‌جا می‌کند. این عملیات را می‌توان با نماد {\displaystyle R_{i}\leftrightarrow R_{j}} نشان داد.
مثال: با جابه‌جا کردن سطر ۲ و ۳ در ماتریس {\displaystyle A={\begin{bmatrix}1&2&3\\4&5&6\\7&8&9\end{bmatrix}}} ماتریس {\displaystyle T_{2,3}A={\begin{bmatrix}1&2&3\\7&8&9\\4&5&6\end{bmatrix}}} به دست می‌آید.
ماتریس مقدماتی متناظر با این عمل {\displaystyle T_{i,j}={\begin{bmatrix}1&&&&&&&&\\&\ddots &&&&&&&\\&&1&&&&&\\&&&0&&1&&\\&&&&\ddots &&&\\&&&1&&0&&\\&&&&&&1&&\\&&&&&&&\ddots &\\&&&&&&&&1\end{bmatrix}}} با جابه‌جا کردن سطر {\displaystyle i,j} در {\displaystyle I} به دست می‌آید.
- {\displaystyle T_{i,j}^{-1}=T_{i,j}}
- دترمینان {\displaystyle |T_{i,j}|=-1} است. در نتیجه {\displaystyle |T_{i,j}A|=|AT_{i,j}|=-|A|}. یعنی با جابه‌جا کردن سطرها یا ستون‌‌های یک ماتریس دترمینان آن منفی می‌شود.

### ضرب اسکالر
با این عمل می‌توان درایه‌های یک سطر ماتریس را در یک ثابت اسکالر ناصفر ضرب کرد. این عملیات را می‌توان با نماد {\displaystyle R_{i}\leftarrow kR_{i}} نشان داد.
مثال: با ضرب ۳ در سطر دوم ماتریس {\displaystyle A={\begin{bmatrix}1&2&3\\4&5&6\\7&8&9\end{bmatrix}}} ماتریس {\displaystyle D_{2,3}A={\begin{bmatrix}1&2&3\\12&15&18\\7&8&9\end{bmatrix}}} به دست می‌آید.
ماتریس مقدماتی متناظر با این عمل {\displaystyle D_{i,c}={\begin{bmatrix}1&&&&&&\\&\ddots &&&&&\\&&1&&&&\\&&&c&&&\\&&&&1&&\\&&&&&\ddots &\\&&&&&&1\end{bmatrix}}} با ضرب {\displaystyle c} در سطر {\displaystyle i}-ام {\displaystyle I} به دست می‌آید.
- {\displaystyle D_{i,c}^{-1}=D_{i,{1 \over c}}}
- این ماتریس و وارونش قطری است.
- دترمینان {\displaystyle |D_{i,c}|=c} است. در نتیجه {\displaystyle |D_{i,c}A|=|AD_{i,c}|=c|A|}. یعنی با ضرب {\displaystyle c} در یک سطر یا ستون یک ماتریس دترمینان آن نیز در {\displaystyle c} ضرب می‌شود.

### جمع
در این عمل مضربی از یک سطر را به یک سطر دیگر اضافه می‌کنیم. این عملیات را می‌توان با نماد {\displaystyle R_{i}\leftarrow R_{i}+kR_{j}} نشان داد.
مثال: ۲-برابر سطر یکم ماتریس {\displaystyle A={\begin{bmatrix}1&2&3\\4&5&6\\7&8&9\end{bmatrix}}} را به سطر دوم آن اضافه می‌کنیم: {\displaystyle L_{2,1,-2}A={\begin{bmatrix}1&2&3\\2&1&0\\7&8&9\end{bmatrix}}}
ماتریس مقدماتی متناظر با این عمل {\displaystyle L_{i,j,c}={\begin{bmatrix}1&&&&&&\\&\ddots &&&&&\\&&1&&&&\\&&&\ddots &&&\\&&c&&1&&\\&&&&&\ddots &\\&&&&&&1\end{bmatrix}}} با اضافه کردن {\displaystyle c}-برابر در سطر {\displaystyle j}-ام به سطر {\displaystyle i}-ام {\displaystyle I} به دست می‌آید.
- {\displaystyle L_{i,j,c}^{-1}=-L_{i,j,c}}
- این ماتریس و وارونش مثلثی هستند.
- دترمینان {\displaystyle |L_{i,j,c}|=1} است. در نتیجه {\displaystyle |L_{i,j,c}A|=|AL_{i,j,c}|=|A|}. یعنی با اضافه کردن مضارب سطری به سطر دیگر یا ستونی به ستون دیگر در یک ماتریس دترمینان آن ثابت می‌ماند.